# Rock of Ages (2012)
Rock of Ages (no Brasil, Rock of Ages: O Filme) é um filme de 2012 adaptado da comédia rock de Chris D'Arienzo Rock of Ages, um musical de grande sucesso da Broadway lançado em 2005 em Los Angeles e já apresentado em outras cidades. Originalmente programado para entrar em produção no Verão de 2010 para um lançamento em 2011, o filme finalmente começou a ser produzido em maio de 2011 e está agendado para ser lançado no dia 15 de junho de 2012 nos Estados Unidos e 17 de agosto de 2012 no Brasil. É estrelado pela cantora country Julianne Hough e Diego Boneta com um elenco incluindo Tom Cruise, Russell Brand, Catherine Zeta-Jones, Paul Giamatti, Malin Åkerman, Bryan Cranston, Kevin Nash, com Alec Baldwin e Mary J. Blige. A direção fica por conta de Adam Shankman, cineasta com grande experiência em musicais, depois de dirigir Hairspray e alguns episódios do seriado Glee. O filme contará com a música de Bon Jovi, Guns N' Roses, Skid Row, Def Leppard, Foreigner, Journey, Poison, Europe e Twisted Sister. A trilha sonora foi composta e conduzida por Cliff Eidelman.

## Sinopse
Hollywood, 1987. Uma garota do interior chega na cidade para recomeçar sua vida mas ao chegar tem sua mala roubada. Ela conhece um garoto tímido que assim como ela é apaixonado por Rock e juntos eles buscam realizar seus sonhos com sexo e descontrole ao lado da maior sensação da época, Stacee Jaxx. Enquanto isso a esposa do prefeito pretende acabar com o Rock de uma vez por todas.

## Elenco
| Ator                 | Personagem        |
| -------------------- | ----------------- |
| Julianne Hough       | Sherrie Christian |
| Diego Boneta         | Drew Boley        |
| Tom Cruise           | Stacee Jaxx       |
| Russell Brand        | Lonny Barnett     |
| Paul Giamatti        | Paul Gill         |
| Catherine Zeta-Jones | Patricia Whitmore |
| Bryan Cranston       | Mike Whitmore     |
| Malin Åkerman        | Constance Sack    |
| Mary J. Blige        | Justice Charlier  |
| Alec Baldwin         | Dennis Dupree     |

## Trilha sonora
A capa e as faixas da trilha sonora foi confirmada pela Entertainment Weekly em 30 de Abril de 2012 e foi lançada em 5 de Junho de 2012. A trilha sonora foi composta e conduzida por Cliff Eidelman.

### Faixas
1. "Paradise City" – Tom Cruise (original: Guns n' Roses)
2. "Sister Christian" / "Just Like Paradise" / "Nothin' but a Good Time" – Julianne Hough, Diego Boneta, Russell Brand, Alec Baldwin (originais: Night Ranger, David Lee Roth e Poison)
3. "Juke Box Hero" / "I Love Rock 'n' Roll" – Diego Boneta, Alec Baldwin, Russell Brand, Julianne Hough (originais: Foreigner e The Arrows/Joan Jett and the Blackhearts)
4. "Hit Me with Your Best Shot" – Catherine Zeta-Jones (original: Pat Benatar)
5. "Waiting for a Girl Like You" – Diego Boneta, Julianne Hough (original: Foreigner)
6. "More Than Words" / "Heaven" – Julianne Hough, Diego Boneta (originais: Extreme e Warrant)
7. "Wanted Dead or Alive" – Tom Cruise, Julianne Hough (original: Bon Jovi)
8. "I Want to Know What Love Is" – Tom Cruise, Malin Akerman (original: Foreigner)
9. "I Wanna Rock" – Diego Boneta (original: Twisted Sister)
10. "Pour Some Sugar on Me" – Tom Cruise (original: Def Leppard)
11. "Harden My Heart" – Julianne Hough, Mary J. Blige (original: Quarterflash)
12. "Shadows of the Night" / "Harden My Heart" – Mary J. Blige, Julianne Hough (original: Pat Benatar e Quarterflash)
13. "Here I Go Again" – Diego Boneta, Paul Giamatti, Julianne Hough, Mary J. Blige, Tom Cruise (original: Whitesnake
14. "Can't Fight This Feeling" – Russell Brand, Alec Baldwin (original: REO Speedwagon)
15. "Any Way You Want It" – Mary J. Blige, Constantine Maroulis, Julianne Hough (original: Journey)
16. "Undercover Love" – Diego Boneta
17. "Rock you like a Hurricane" Julianne Hough, Tom Cruise (Scorpions)
18. We Built This City / Were Not Gonna Take- Tom Cruise,Catherine Zeta-Jones
19. "Every Rose Has Its Thorn" – Julianne Hough, Diego Boneta, Tom Cruise, Mary J. Blige (original: Poison)
20. "No one like you" –Tom Cruise(original: Scorpions)
21. "We Built This City" / "We're Not Gonna Take It" – Russell Brand / Catherine Zeta-Jones (originais: Jefferson Starship e Twisted Sister)
22. "Don't Stop Believin'" - Julianne Hough, Diego Boneta, Tom Cruise, Alec Baldwin, Russell Brand, Mary J. Blige (original: Journey)